# Atactopsis
Atactopsis är ett släkte av tvåvingar. Atactopsis ingår i familjen parasitflugor.
Kladogram enligt Catalogue of Life:
| Atactopsis | \| \| Atactopsis facialis \| \| \| \| \| \| Atactopsis reinhardi \| \| \| \| |
|            | \| \| Atactopsis facialis \| \| \| \| \| \| Atactopsis reinhardi \| \| \| \| |
|            | Atactopsis facialis                                                          |
|            |                                                                              |
|            | Atactopsis reinhardi                                                         |
|            |                                                                              |